# Рід Сімадзу
Рід Сімадзу (яп. 島津氏, しまずし, сімадзу-сі) — японський самурайський рід періодів Камакура, Муроматі, Сенґоку й Едо.

## Короткі відомості
За родовою легендою, Сімадзу є нащадком прадавніх переселенців з Китаю, які виводили свій родовід від Цінь Ши Хуан-ді. Ці переселенці дали початок роду Коремуне, відгалуженням якого були Сімадзу. Засновником роду вважається Сімадзу Тадахіса (1179—1227), володар земель на півдні острова Кюсю — Сацуми, Осумі та Хюги.
З 15 по 16 століття Сімадзу вступили у боротьбу за встановлення контролю над островом Кюсю. У 1578 році у битві на річці Міміґава їх війська розбили рід конкурента Отомо, а у 1584 році у битві при Окітанавате — рід Рюдзодзі. Однак у 1587 році об'єднанню Кюсю завадило вторгнення до острова всеяпонського лідера Тойотомі Хідейосі. В результаті конфлікту, Сімадзу капітулювали перед Хідейосі, а їхні родові володіння були урізані до однієї провінції Сацума.
У 1592—1598 війська Сімадзу Йосіхіро були задіяні у корейських походах. За високі бойові якості і лиху вдачу кюсюських військ, вороги називали їх «дияволами Сімадзу».
У битві при Секіґахара 1600 Сімадзу виступили на боці «західної коаліції» під керівництвом Ісіди Міцунарі проти армії Токуґави Іеясу. «Західники» програли битву, а їх володіння були конфісковані переможцями. Виняток становив лише рід Сімадзу, війська якого не тікали з поля бою, а атакували противника і, прорвавши декілька десятків ворожих рядів, включаючи полки самого Іеясу, змогли відступити з поля бою. За мужність Токуґава залишив за Сімадзу їхні землі — Сацума-хан. Зі свого боку, Сімадзу визнали себе васалами майбутнього сьоґуна.
У 1609 році, з дозволу сьоґунату Токуґава, рід Сімадзу успішно провів завоювання королівства Рюкю на острові Окінава. Завдяки цьому він зміг поставити свій контроль торгівлю з Китаєм та Південно-Східною Азією. Впродовж періоду Едо (1603—1867) родина Сімадзу спромоглася накопичити багатства більші аніж їх мав центральний уряд.
У 1867 році Сімадзу, за головування Сімадзу Хісамацу, разом із родом Морі з Тьосю-хану та родом Ямауті з Тоса-хану, розв'язали війну проти сьоґунату, яка закінчилася їх перемогою та проведенням реставрації прямого імператорського правління. Представники кюсюського роду увійшли до нового уряду створеної ними Японської імперії. Рід Сімадзу й особи, пов'язані з ним, продовжували впливати на японську політику до 1945.
Цікаво, що експрем'єр Японії Коідзумі Дзюнітіро походив з сім'ї, яка століттями служила роду Сімадзу у провінції Сацума.

## Голови роду Сімадзу

### Сацума-хан
| №  | Українською       | Японською | Мон | Статус  | Період      | Дохід   |
| -- | ----------------- | --------- | --- | ------- | ----------- | ------- |
| 1  | Сімадзу Іехіса    | 島津家久  |     | тодзама | 1602 — 1638 | 770 000 |
| 2  | Сімадзу Хісаміцу  | 島津光久  |     | тодзама | 1638 — 1687 | 770 000 |
| 3  | Сімадзу Цунатака  | 島津綱貴  |     | тодзама | 1687 — 1704 | 770 000 |
| 4  | Сімадзу Йошітака  | 島津吉貴  |     | тодзама | 1704 — 1721 | 770 000 |
| 5  | Сімадзу Цуґутойо  | 島津継豊  |     | тодзама | 1721 — 1746 | 770 000 |
| 6  | Сімадзу Муненобу  | 島津宗信  |     | тодзама | 1746 — 1749 | 770 000 |
| 7  | Сімадзу Сіґетосі  | 島津重年  |     | тодзама | 1749 — 1755 | 770 000 |
| 8  | Сімадзу Сіґехіде  | 島津重豪  |     | тодзама | 1755 — 1787 | 770 000 |
| 9  | Сімадзу Нарінобу  | 島津斉宣  |     | тодзама | 1787 — 1809 | 770 000 |
| 10 | Сімадзу Наріокі   | 島津斉興  |     | тодзама | 1809 — 1851 | 770 000 |
| 11 | Сімадзу Наріакіра | 島津斉彬  |     | тодзама | 1851 — 1858 | 770 000 |
| 12 | Сімадзу Тадайосі  | 島津忠義  |     | тодзама | 1858 — 1871 | 770 000 |